# ねこにゆ〜り
『ねこにゆ〜り』は、kodomo兎による日本の4コマ漫画作品。『まんがタイムきららMAX』（芳文社）誌上で連載されていた。

## 概要
人間ギライで人見知り、だけど猫が好き。そんな女の子と周囲の仲間たちを描く学園4コマ。
当初は3話読みきりだったが、その後連載となる。
元々は持ち込みのために描かれた単発作品だった。
『まんがタイムきららMAX』（芳文社）誌上で2008年6月号から2010年9月号まで連載された。単行本は全2巻。

## 登場人物
榊優理
通称「ゆーり」。
人間嫌いで猫が好きな無口な女の子。
猫が好きだが、なぜか逃げられてばかりいたが、念願かなって愛猫「スカイさん」と暮らすことになる。
猫だけでなく、犬も好き。
羞恥心が無いのか、セラだけでなくあっちゃんがいるところでも平気で服を脱ぐ。
「他人に関わらず生きていくには力がいる」ということで勉強はしっかりしているため成績はいい。
また、一人暮らしのため料理も出来、文化祭では出し物のケーキを担当・指導する腕前。
水木歩
通称「あっちゃん」。
ゆーりの事が好きだが、当のゆーりはあっちゃんの事も好きだが猫の方がもっと好き。
いわゆる草食系男子で、ゆーりの裸やあさひのパンツを見ても特に反応を示さない。
流石に直接触れられると平静ではいられなくなる。
八重樫世良
通称「セラ」。
あっちゃんやあさひをからかっては楽しんでいる。
明るくて日々を楽しく生きている典型的女の子で、成績は良くない。
ゆーりやあっちゃんと一緒にいる時が一番楽しい。
桜沢あさひ
あっちゃんが好きな女の子だが、当のあっちゃんはゆーりが好き。
サモエドの「カイ」と暮らしており、かなりの親バカ。
ゆーりは恋のライバルの筈だが、動物好き同士のためか、歩み寄ろうとしている描写が多い。
明るくて優しい子なのだが、恋に関してはいつも空回り。
人間に興味がないゆーりには長い間覚えてもらえず、思い出しても「白いサモエドの人」と犬ありきで呼ばれる。
もも先生
通称「いんらんピンク」。
生徒にからかわれやすい可愛い天然先生。
昔、「ケサラン・パサラン」を飼っていた。
本人に自覚がないが、その発言は生徒たちには「エロい」と勘違いされてしまう。
実は男の人と付き合った経験がない。
委員長
通称「いいんちょ」。
人見知りであがり性の委員長。
焦って頻繁にセリフを噛む。
深海魚が好きで、荒臓物先生監修の深海シリーズのボトルキャップを集めている。

## 単行本
- 芳文社より「まんがタイムKRコミックス」として刊行されている。
  1. （2009年10月11日発行） ISBN 978-4-8322-7846-2
  2. （2010年9月10日発行） ISBN 978-4-8322-7937-7